# Alingsås landsförsamlings och Rödene landskommun
För andra betydelser, se Alingsås (olika betydelser).
Alingsås landsförsamlings och Rödene landskommun var en kommun i Älvsborgs län.

## Administrativ historik
När 1862 års kommunalförordningar trädde i kraft inrättades i Sverige cirka 2 500 kommuner. Huvuddelen av dessa var landskommuner (baserade på den äldre sockenindelningen), vartill kom 89 städer och åtta köpingar. 
Det kunde även förekomma vissa avvikelser från principen "en socken - en kommun". Ett exempel var de två socknarna Alingsås och Rödene, i Kullings härad i Västergötland. Dessa bildade 1863 en gemensam kommun, Alingsås landsförsamlings och Rödene landskommun även skriven Alingsås landskommun och Rödene. 
Vid kommunreformen 1952 uppgick denna kommun i Alingsås stad, från och med 1971 Alingsås kommun.

## Politik

### Mandatfördelning i Alingsås landsförsamling och Rödene landskommun 1938-1946
| 14 | 5 | 6 |

| 24 |

|  | 14 | 3 | 3 | 4 |

| 24 |

| 2 | 11 |  | 8 | 3 |

| 21 | 4 |